# Alcázar u Segoviji
Alcázar u Segoviji (španjolski: Alcázar de Segovia, tj. „Segovijska utvrda”) srednjovjekovni je dvorac u Segoviji koji je 1985. godine, zajedno s drugim spomenicima grada Segovije upisan na UNESCO-ov popis mjesta svjetske baštine u Europi.

## Povijest
Alcázar u Segoviji izvorno je bio skromna maurska drvena utvrda za berberske dinastije Almoravida. Prvi se put spominje kao alcazar 1120. godine, oko 22 godine nakon što je ovaj dio Kastilje u rekonkvisti osvojio Alfons VI. Hrabri.
Alfons VIII. Plemeniti (1155. – 1214.) i njegova supruga, Eleonora Engleska, kraljica Kastilje, učinili su ovaj dvorac svojom glavnom rezidencijom i dali izgraditi kameno zdanje kako uglavnom izgleda i danas. Od tada je ovaj dvorac postao omiljenom rezidencijom vladara Kraljevine Kastilije i glavnom obrambenom utvrdom.
Nakon urušavanja 1258. godine dijelove dvorca obnovio je Alfons X. Mudri, koji je dodao Dvoranu parlamenta. Najvažnije proširenje dvorca izveo je Ivan II. Kastiljski koji je dao izgraditi „Novi toranj”, danas poznat kao „Toranj Ivana II.”.
Dvorac je odigrao ključnu ulogu 1474. godine kada je 12. prosinca vijest o smrti kralja Henrika IV. u Madridu zatekla kraljicu Izabelu I. u Segoviji. Ona se odmah povukla u Alcazar gdje je sačekala podršku gradskog vijeća i Andresa Cabrere kako bi se odmah sutradan u Segoviji okrunila za kraljicu Kastilje i Leóna. U ovom je dvorcu kraljica Izabela Kolumbu obećala financijsku pomoć u njegovim putovanjima.
Posljednju obnovu dvorca izveo je Filip II., španjolski kralj, koji je nakon vjenčanja s Anom od Austrije, na tornjeve dvorca dodao šiljaste krovove, te dao urediti vrtove, kako bi više sličili dvorcima iz središnje Europe.
Nakon što se dvor preselio u Madrid, Alcazar je služio kao državni zatvor sljedeća dva stoljeća dok Karlo III., španjolski kralj, ovdje nije osnovao Kraljevsku topničku školu 1762. godine. Škola je djelovala sve dok je katastrofalni požar nije strašno oštetio 6. ožujka 1862. Tek je 1882. godine započeta njezina spora obnova, te ga je 1896. godine kralj Alfons XIII. predao Ministarstvu obrane kojemu je služio kao vojna škola.
Danas je jedan od najvećih znamenitosti Segovije, ovjekovječen u brojnim slikama i filmovima (kao što su Mr. Arkadin (1955) ili Camelot (1967)). Navodno je bio jedan od inspracija Waltu Disneyju za njegov dvorac u filmu Pepeljuga (1950.), koji je izgrađen u DisneyWorldu.

## Odlike
Dvorac je smješten na strateškom položaju ulijevanja dvije rijeke ispod gorja Guadarrama i jedan je od najslikovitijih dvoraca u Španjolskoj zbog svog oblika koji podsjeća na pramac velikog broda. Osim dvorske utvrde, u dvorcu je bio smješten državni zatvor, kraljevsko topništvo i vojna akademija, a danas i muzej i vojni arhiv. Moguće je turistički obići nekoliko građevina i dvorišta dvorca, kao i obrambeni toranj s kojeg se pruža prekrasan pogled na grad.
Unutrašnjost dvorca je u savršenom skladu s njegovom veličanstvenom vanjštinom. Mnoge prostorije, kao što su dvorana Ajimeces i Prijestolna dvorana, ukrašene su raskošnim trakama i zidnim ornamentima u stilu mudejar iz Seville. U Dvorani kraljeva nalazi se friz koji prikazuje sve španjolske vladare, od asturskog kralja Pelayoa (718. – 737.) do Ivane I. Lude koja je dvor preselila u Madrid.

## Vanjske poveznice
- NAJLJEPŠI DVORCI SVIJETA: ALCÁZAR DE SEGOVIA
- Segovija, uspavani gradić kraj Madrida  Arhivirana inačica izvorne stranice od 21. rujna 2017. (Wayback Machine)